# Haplogroupe S (ADNmt)
L'haplogroupe S est un haplogroupe de l'ADN mitochondrial humain (ADNmt). Il est défini par la mutation T8404C. Il est issu de l'haplogroupe N.

## Origine
Les dernières estimations situent le dernier ancêtre commun de l'haplogroupe S il y a 49 000 à 51 000 ans, c'est-à-dire lors de l'arrivée estimée de l'Homme moderne en Australie. Cet haplogroupe comprend cinq branches principales : S1, S2, S3, S4 et S5.

## Distribution
L'haplogroupe S n'a été trouvé que chez les Aborigènes d'Australie. Parmi les populations actuelles, des porteurs de cet haplogroupe ont été trouvés en Tasmanie, en Nouvelle-Galles du Sud, dans le Victoria, le Queensland, le Territoire du Nord, et en Australie-Occidentale.
Deux individus anciens porteurs de l'haplogroupe S2b1a1 ont été trouvés à Barham, en Nouvelle-Galles du Sud,,. Un individu ancien qui appartenait à l'haplogroupe S2b1c a été trouvé dans la région des lacs Willandra, en Nouvelle-Galles du Sud,,.